# Château de Castelnau-Pégayrols
Pour les articles homonymes, voir Château de Castelnau (homonymie).
Le château de Castelnau-Pégayrols est un château situé à Castelnau-Pégayrols dans l'Aveyron, en France.Il se trouve à 17 km à l'ouest de Millau, en Rouergue.

## Description
Le château est reconstruit au XIIe siècle. Son plan général est trapézoïdal. Le corps principal, côté sud, constitue l'élément le plus ancien et le plus robuste, avec deux tours carrées aux angles (celle du sud-ouest étant l’ancien donjon). Dans cette partie se situent de grandes salles voûtées en berceau. De petites ouvertures donnent sur la terrasse qui domine le bourg et offre un beau panorama sur la vallée de la Muse et les Causses, à perte de vue, des Cévennes à la Montagne Noire. Au premier étage, les pièces sont voûtées d'arêtes et ornées de stucs ; elles prennent jour au sud par trois grandes baies à meneaux. La cage d'escalier a été placée au XVIIIe siècle au centre de ce bâtiment. La porte d'entrée monumentale est ornée d'un fronton curviligne au blason de deux familles (Julien et ??).
Les deux ailes en équerre, l'une en biseau, l’autre perpendiculaire, dateraient du XVe siècle et conservent une allure de forteresse. Celle de l’ouest forme courtine entre la tour-donjon au sud et la tour dite « des cuisines » qui la flanque au nord-ouest. De l’autre côté, une grande aile rectangulaire, sans doute plus récente, s’élève au droit de la façade sud, flanquée au sud-est d’une tour, qui vient conforter les constructions de ce côté.
Le parc abrite la partie centrale du système hydraulique de Castelnau (MH),

## Localisation
Le château est situé sur la commune de Castelnau-Pégayrols, dans le département français de l'Aveyron. Il domine le village groupé autour de ses murs.

## Historique
Le château fut fondé par la famille de Lévézou ; il est attesté au XIe siècle, mais fut reconstruit à la fin du XIIe (date des salles basses). Il passe aux d’Arpajon à l’issue d’un duel judiciaire qui a lieu le 3 mai 1289.
Sous sa domination de 1289 à 1758, Castelnau connaîtra une alternance de périodes de paix et de troubles : la guerre de Cent Ans, l'occupation anglaise à la suite du traité de Brétigny (1360), etc.  Avec la fin de la guerre, Castelnau, comme tout le Rouergue, vit une période de relative prospérité et s'entoure de remparts.
Ces remparts resserviront pendant les guerres de Religion (1556-1632). Les Arpajon de Castelnau deviennent chefs de guerre du parti protestant dont Millau est l'un des bastions les plus actifs.
Vers 1758, Etienne-Hippolyte Julien de Pégayrolles, président à mortier au parlement de Toulouse (1753), baron de Saint Beauzély, en devient propriétaire. Par lettres de novembre 1759, Louis XV crée en sa faveur le marquisat dit "de Pégayrolles", avec union de Castelnau et Saint-Beauzély. Contrairement aux Arpajon, le président de Pégayrolles (ou Pégueirolles) réside dans son château de Castelnau, qu'il remet au goût du jour entre 1760 et 1780. Il se fera remarquer comme un ardent défenseur de son Parlement lors des réformes Maupéou.
Son fils Louis-Hippolyte, 2e marquis de Pégueirolles, président au Parlement en 1784, comparut à Toulouse en 1789. Il entra résolument dans le camp de la contre-révolution, et mourut en prison en 1794. Saint-Beauzély fut vendu comme bien national. Sa descendance mâle s'éteignit bientôt, et la descendance de son frère cadet Henri-Hyacinthe continua les marquis de Pégueirolles..
L'édifice est inscrit au titre des monuments historiques en 1975.